# James Blount
James Blount (mort en 1493) (parfois épelé Blunt) était un commandant de la forteresse anglaise de Hames, près de Calais.
Blount était le fils de Walter Blount, 1er baron Mountjoy, et l'oncle de William Blount (4e baron Mountjoy).
En 1473 il fut élu au Parlement pour le Derbyshire.
Le roi Richard III ordonne en octobre 1484 le transfert du comte d'Oxford en Angleterre, mais avant qu'il ne puisse s'effectuer, Oxford s'évade, après avoir convaincu Blount, son geôlier, de rallier la cause des Lancastre. Ils rejoignent ensemble le prétendant Henri Tudor à Paris. James Blount participa au débarquement des forces d'Henri au Pays de Galles le 7 août 1485 à Milford Haven, où il fut immédiatement adoubé.
Blount apparaît dans la pièce Richard III de William Shakespeare.